# Вади-Шуайб
Вади-Шуайб (в низовье Вади-Химрин) (араб. وادي شعيب‎) — вади в Иордании в мухуфазе Эль-Балка. Впадает в Иордан слева.
Население в долине реки около 500 жителей, большинство из них из клана Абади (араб. عبادي‎). Своим названием долина обязана легендам о пророке Шуайбе и является одним из предполагаемых мест его захоронения.
В сезон дождей долина наполняется водой, исчезающей в сухие летние месяцы. Достаточное увлажнение позволяет выращивать здесь оливки, гранаты, инжир, которые славятся даже за пределами Иордании.